# Arrhythmia
Arrhythmia je česká hudební skupina ve složení čtyři violoncella a bicí.
Její specializací je interpretace rockových, metalových či popových hitů z celého světa, ale také klasická hudba, kterou kapela svým podáním efektně propojuje s moderními prvky. Skupina má v repertoáru i vlastní tvorbu, kterou do svých vystoupení zařazuje pro ozvláštnění.

## Historie
Skupina vznikla v roce 2007 po vzoru finské skupiny Apocalyptica, jejíž vybrané skladby můžete slyšet také na koncertech a vystoupeních kapely Arrhythmia. V průběhu svého vývoje se však repertoár mění a Arrhythmia jde vlastní cestou.
V prosinci 2013 skupina vydala své debutové album Resuscitation. V lednu 2014 Rada města Přerova nominovala skupinu na cenu Olomouckého kraje za kulturu v kategorii Výjimečný počin v oblasti kultury v roce 2013.
O dva roky později bylo natočeno 2. CD Uncovered, na kterém se již skupina více profiluje, na druhou stranu si jako hosty přizvala zpěváky Jaroslava Wykrenta, Michaelu Grohmanovou a Lukáše Kobzu. K nahraným skladbám skupina natočila 3 videoklipy, konkrétně to jsou Mám v srdci mrak a šrám, Den co den, Toxicity.
Za další dva roky vzniká 3. CD ve spolupráci s Davidem Spilkou.
V roce 2019 Arrhythmia navázala spolupráci s Moravskou školou tance. Výsledkem byl projekt Celloween, hudebně taneční divadlo na motivy Svatební košile Karla Jaromíra Erbena. Celloween získal Cenu Olomouckého kraje za přínos v oblasti kultury za rok 2019, a to v kategorii Výjimečný počin roku 2019 v oblasti umění – hudba.

## Členové skupiny
- Ondřej Kratochvíl – violoncello
- Martin Přemyslovský – violoncello
- Blanka Prokešová – violoncello
- Andrea Doležalová Kovářová – violoncello
- Radomír Hrůza – bicí

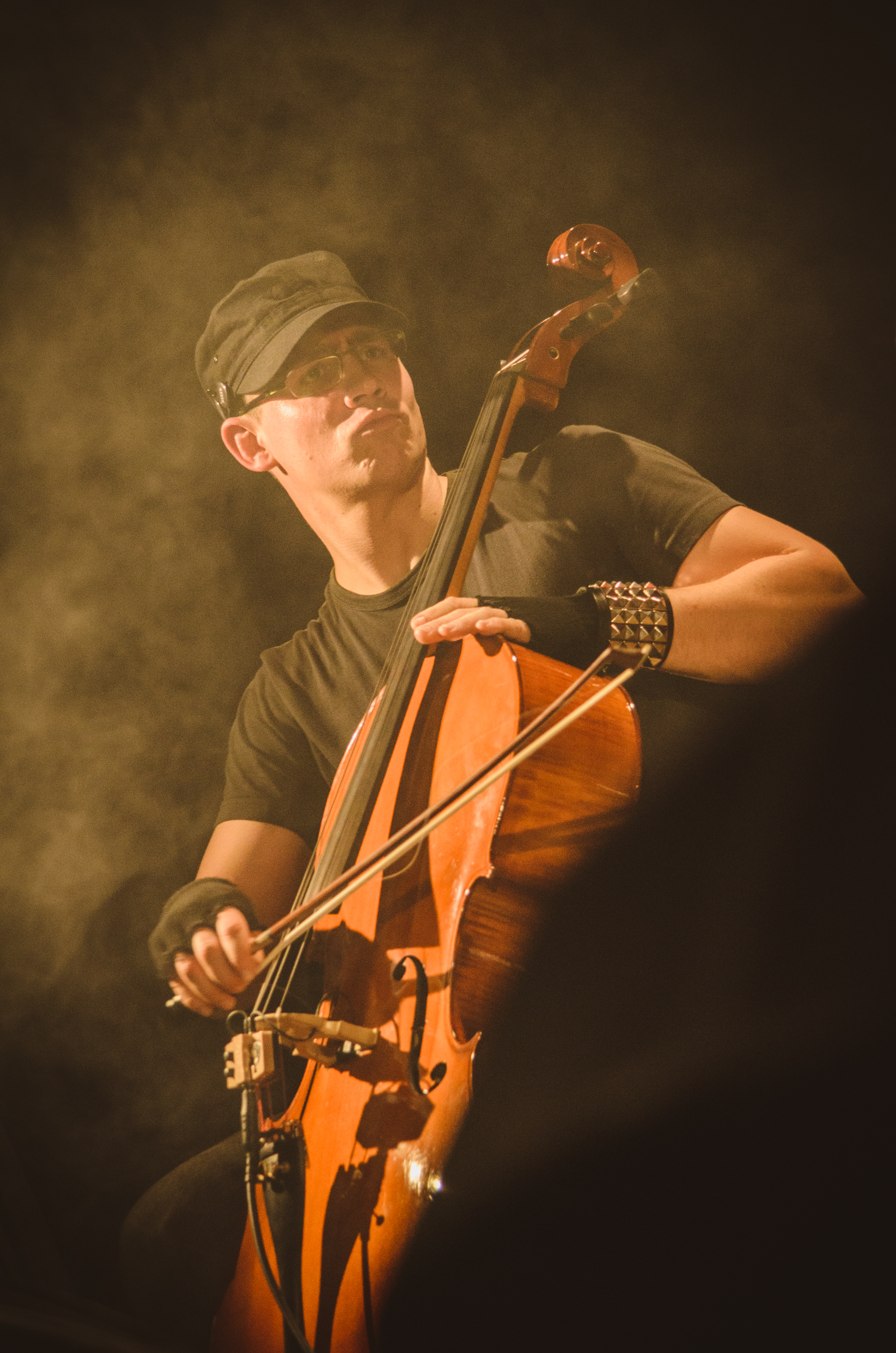
Martin Přemyslovský
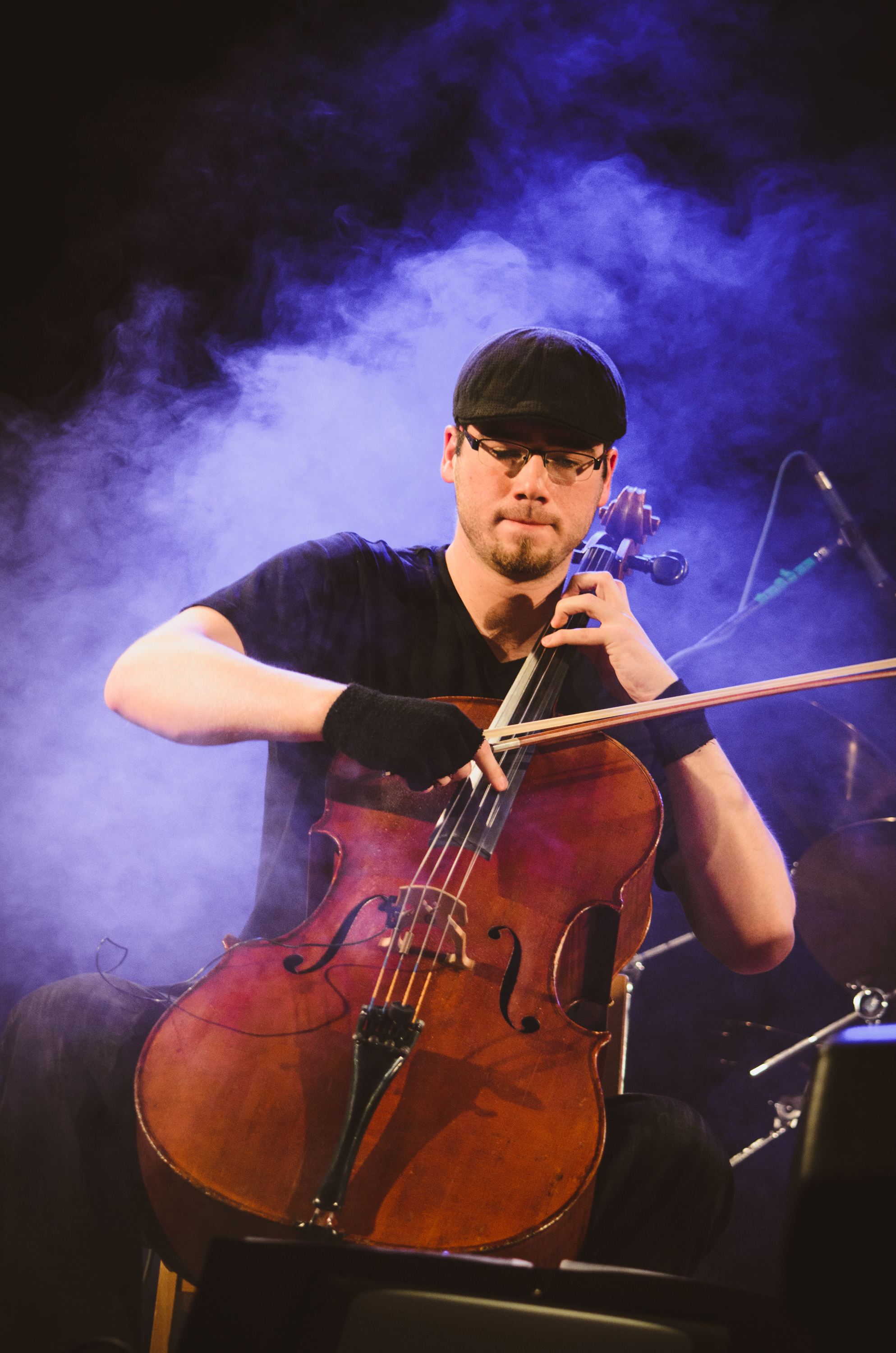
Břetislav Vybíral ml.
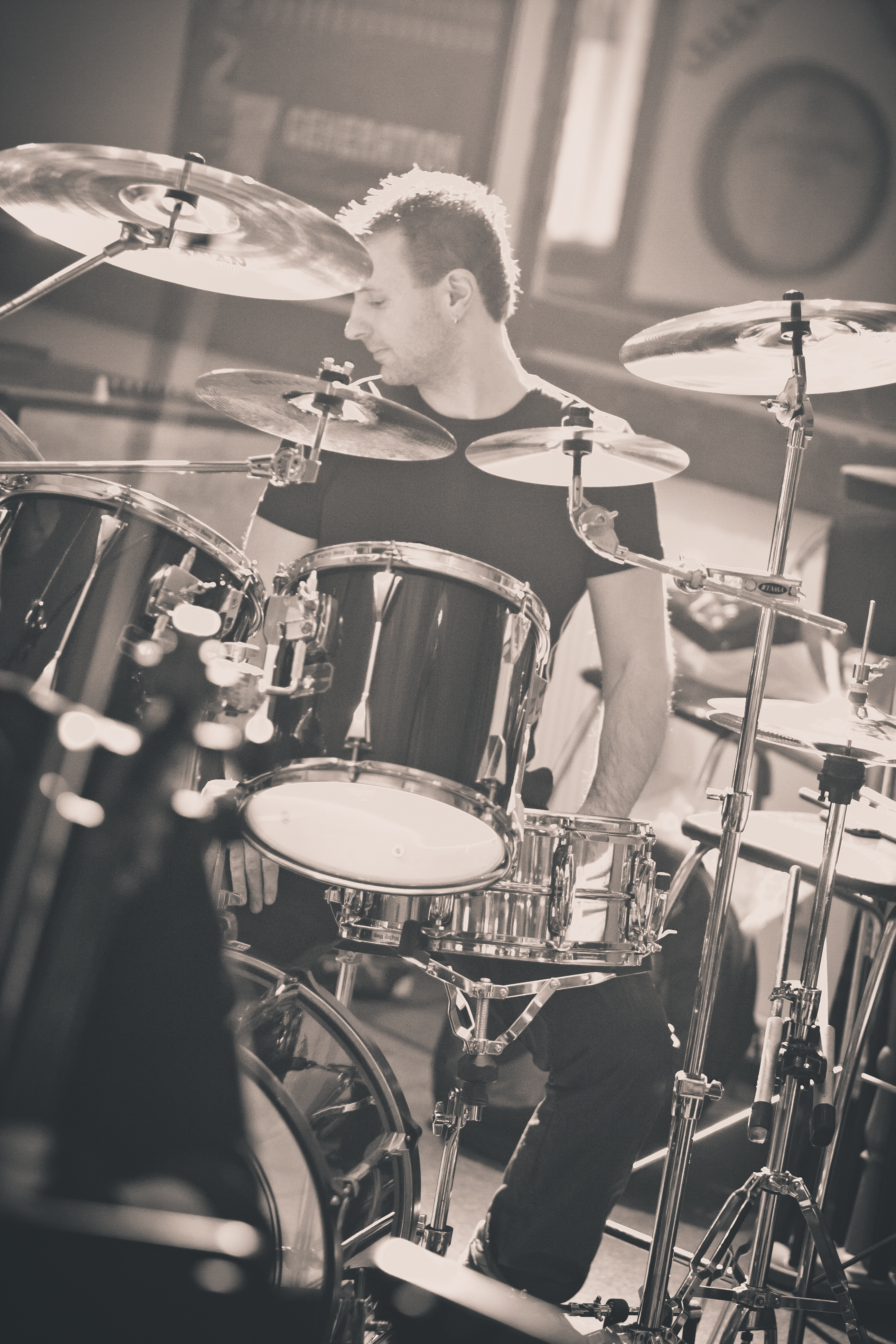
Radomír Hrůza
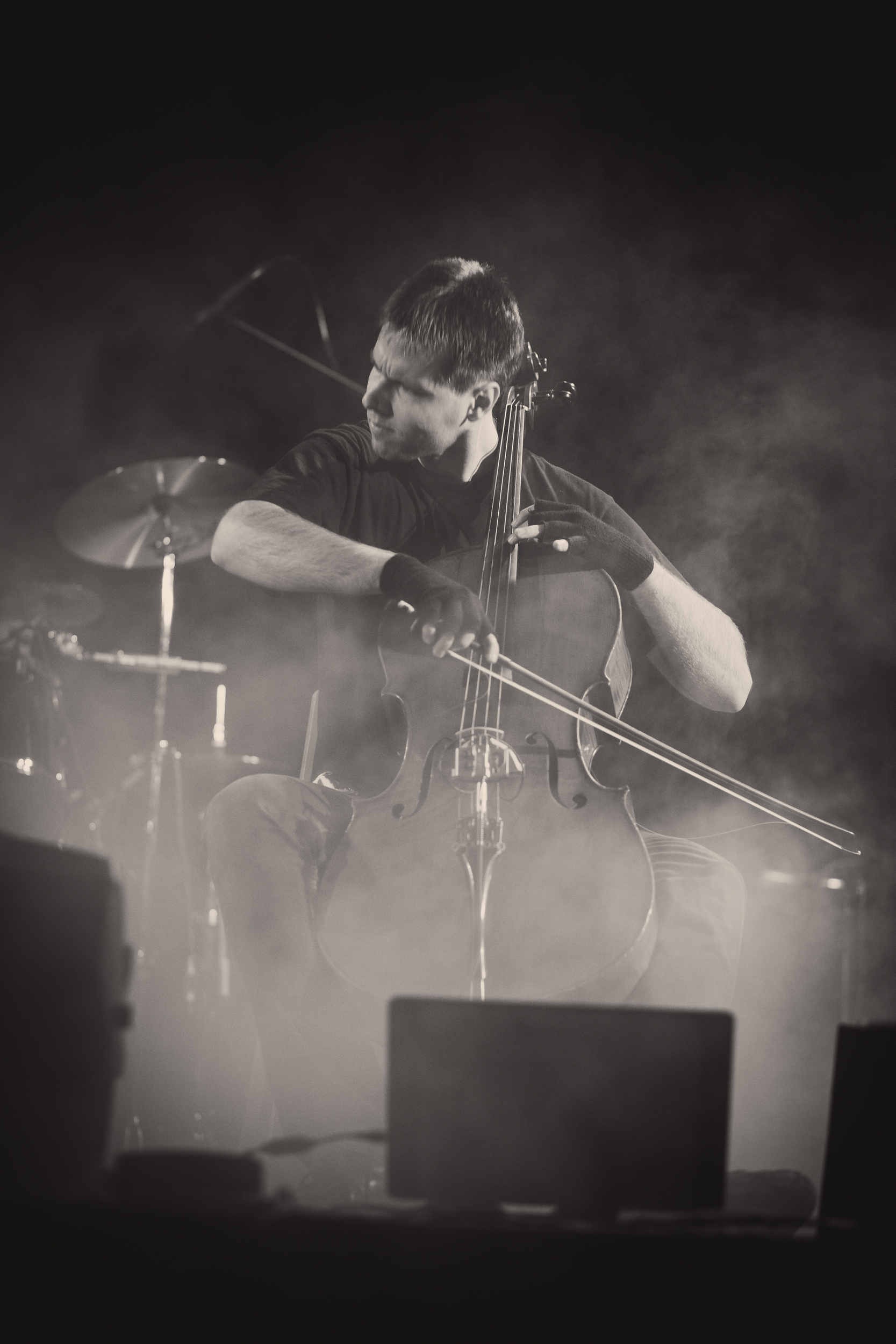
Ondřej Kratochvíl
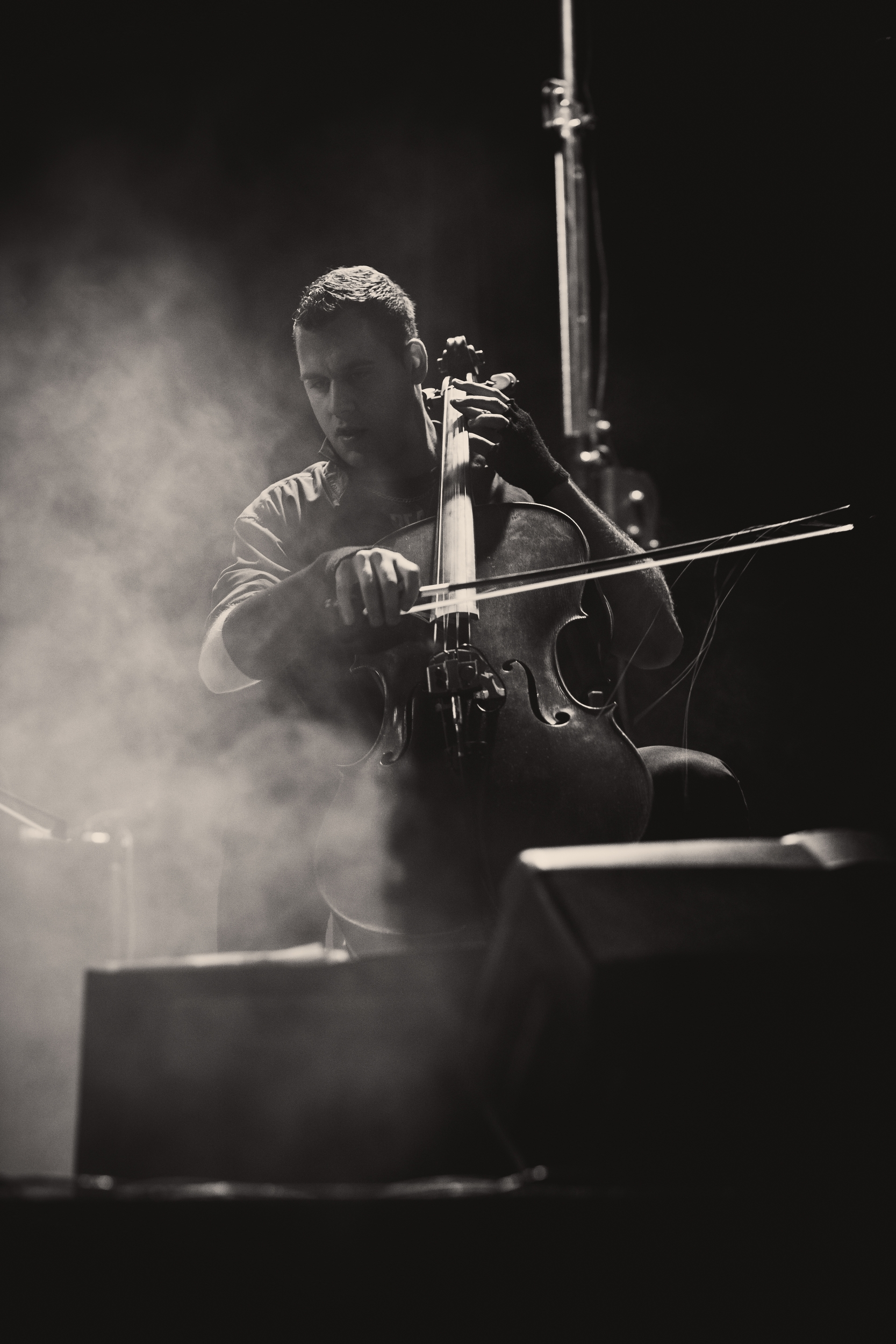
Lukáš Man

## Diskografie
- Resuscitation (2013)
- Uncovered (2016)